# Kjørnes
Kjørnes är en tätort i Sogndals kommun i Vestland fylke i västra Norge. Orten ligger vid riksväg 5, cirka fyra kilometer åt sydöst från kommunens centralort Sogndal (Sogndalsfjøra).